# Araeomolis irregularis
Araeomolis irregularis là một loài bướm đêm thuộc phân họ Arctiinae, họ Erebidae.